# ATP Buenos Aires 1972
L'ATP Buenos Aires 1972 è stato un torneo di tennis giocato sulla terra rossa. È stata la 43ª edizione del torneo, che fa parte del Commercial Union Assurance Grand Prix 1972.Si è giocato a Buenos Aires in Argentina dal 27 novembre al dal 1º dicembre 1972.

## Campioni

### Singolare maschile
Karl Meiler ha battuto in finale  Guillermo Vilas con il punteggio di 6–7, 2–6, 6–4, 6–4, 6–4